# パトリアAMV
パトリアAMV（英語: Patria AMV）は、フィンランドのパトリアが設計した、8輪式ないし6輪式の軍用多目的装輪装甲車である。AMVとは、"Armored Modular Vehicle（装甲モジュラー車両）"の略称である。

## 開発
AMVの開発は、1995年にフィンランド陸軍司令部が新しい装甲車両のコンセプトの研究をパトリアに依頼したことがきっかけである。1996年から開発が開始され、既存のXA-180装甲兵員輸送車の後継車両には8輪式が最もふさわしいと判断した。
フィンランド軍は、パトリアに対して1999年に正式にコンセプトの研究を発注し、翌2000年に研究が完了した。2001年には試作車の製造と運用試験が開始され、2003年には量産が開始された。
なお、6輪式と8輪式のほかに10輪式の車両も試作されたが、後に10輪式は製作が中止された。

## 設計
AMVの最大の特徴は、モジュラー構造化された車体であり、各種の砲塔や兵装、センサー、通信システムを必要に応じて組み合わせて運用することを可能としている。これにより、ほぼ同一の車体構造とパワーパックを持ちながら、装甲兵員輸送車や歩兵戦闘車、指揮通信車、装甲救急車、戦車駆逐車、自走迫撃砲、機動砲車両などの派生型を製造することが可能である。
車体はかなり高度な防御力も有しており、10kgまでのTNTの爆発に耐えられるほどの対地雷、IED防御能力のほかに、口径30mmまでのAPFSDSの直撃にまで耐えることが可能な前面装甲を有している。車体後部の兵員室は座席が向かい合わせに配置されている。
また、機動力もかなり高く、不整地走行においても速度と登坂力、乗員の乗り心地を高いレベルで両立させているほか、車体後部の左右に1基ずつのスクリューを備えており、最大時速10kmで水上航行も可能である。

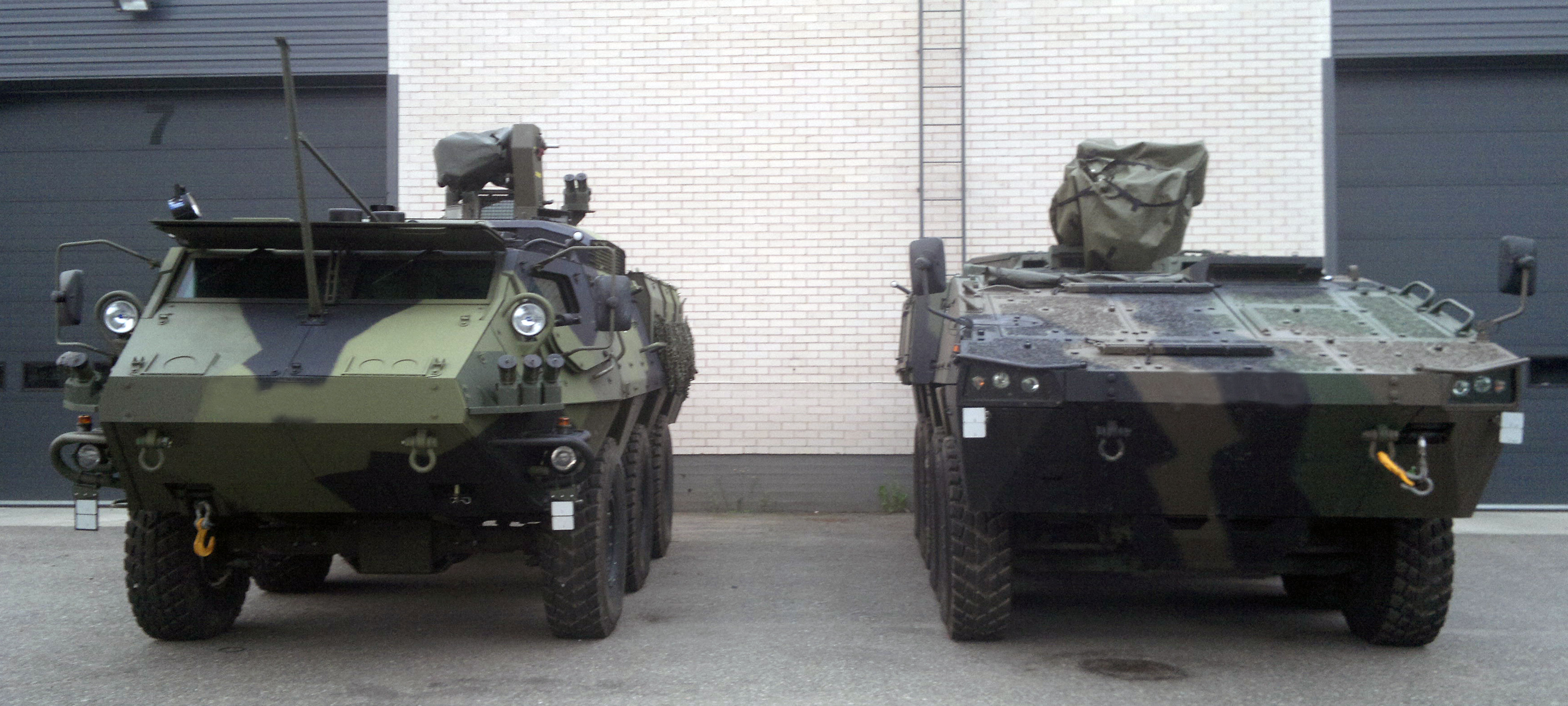
SISU XA-200とAMV
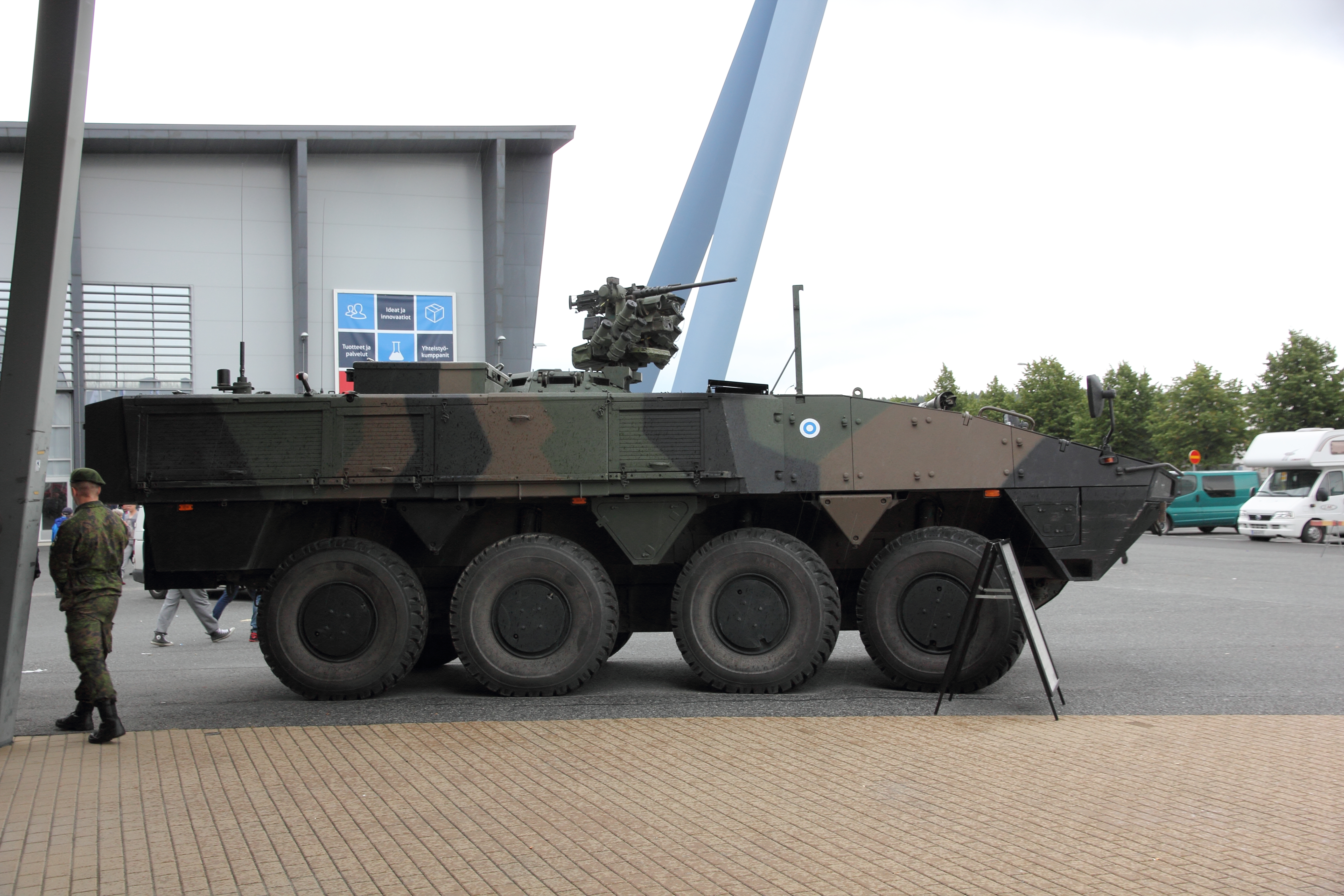
XA-360の車体側面

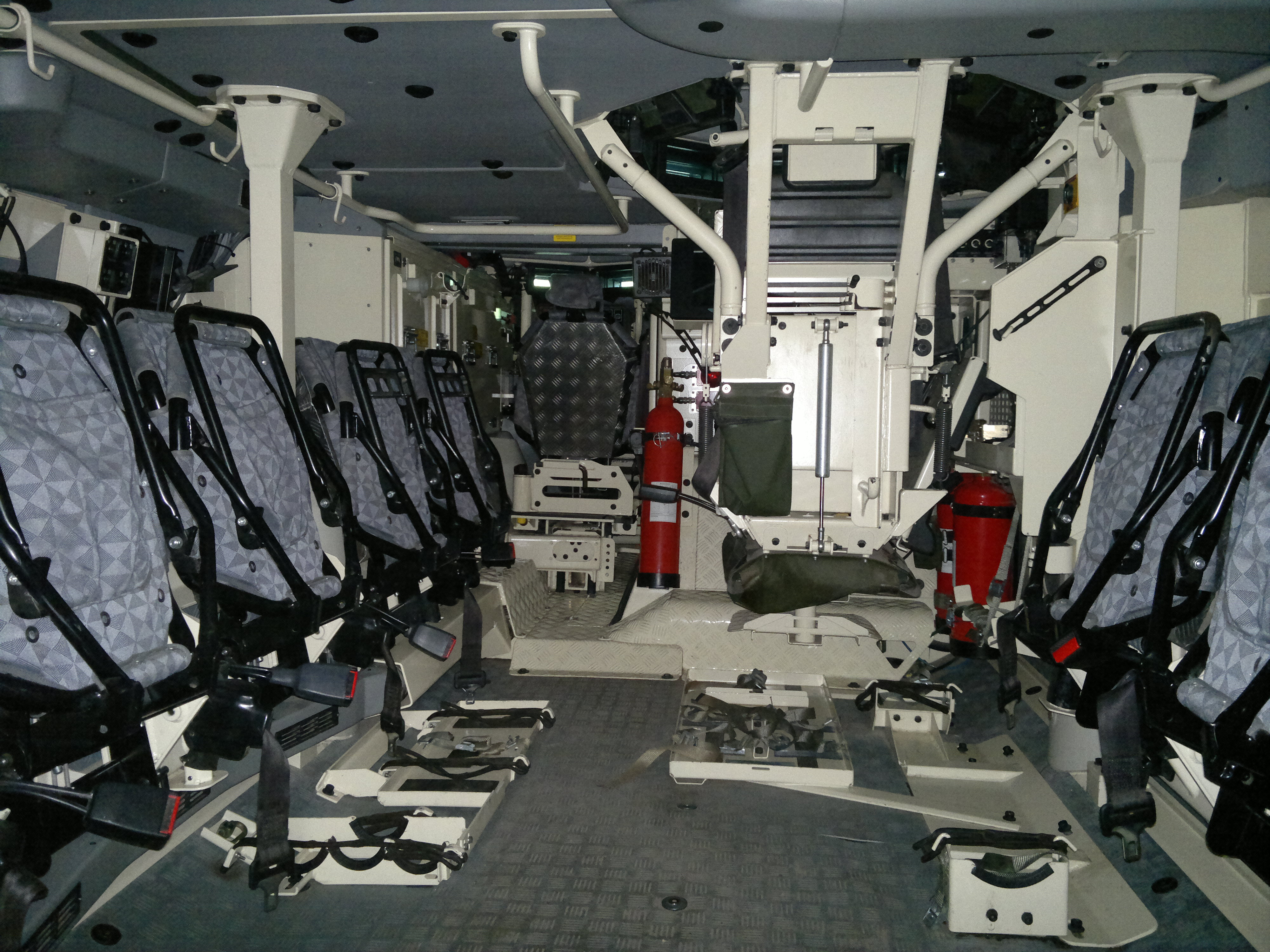
車内
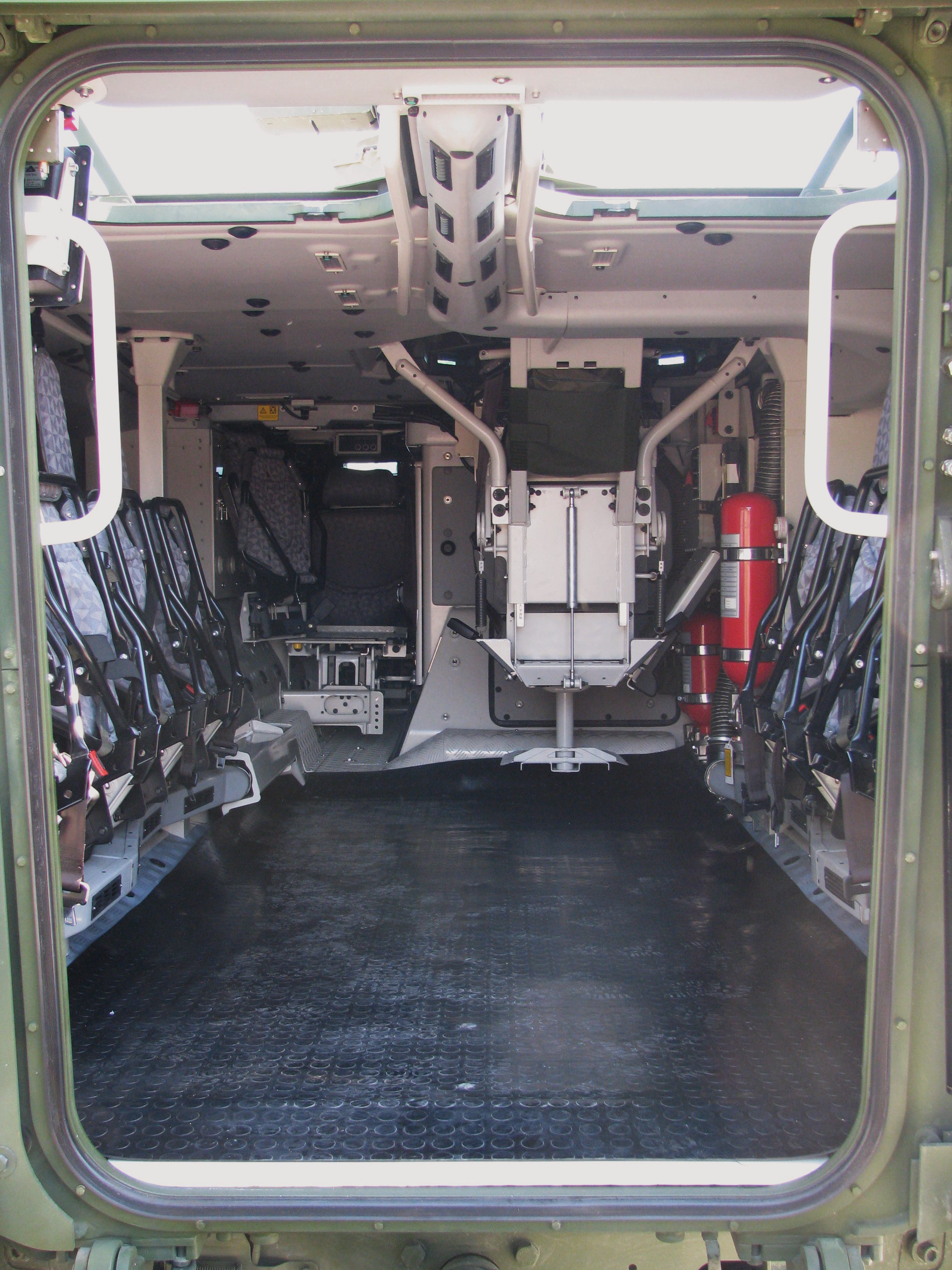
兵員区画
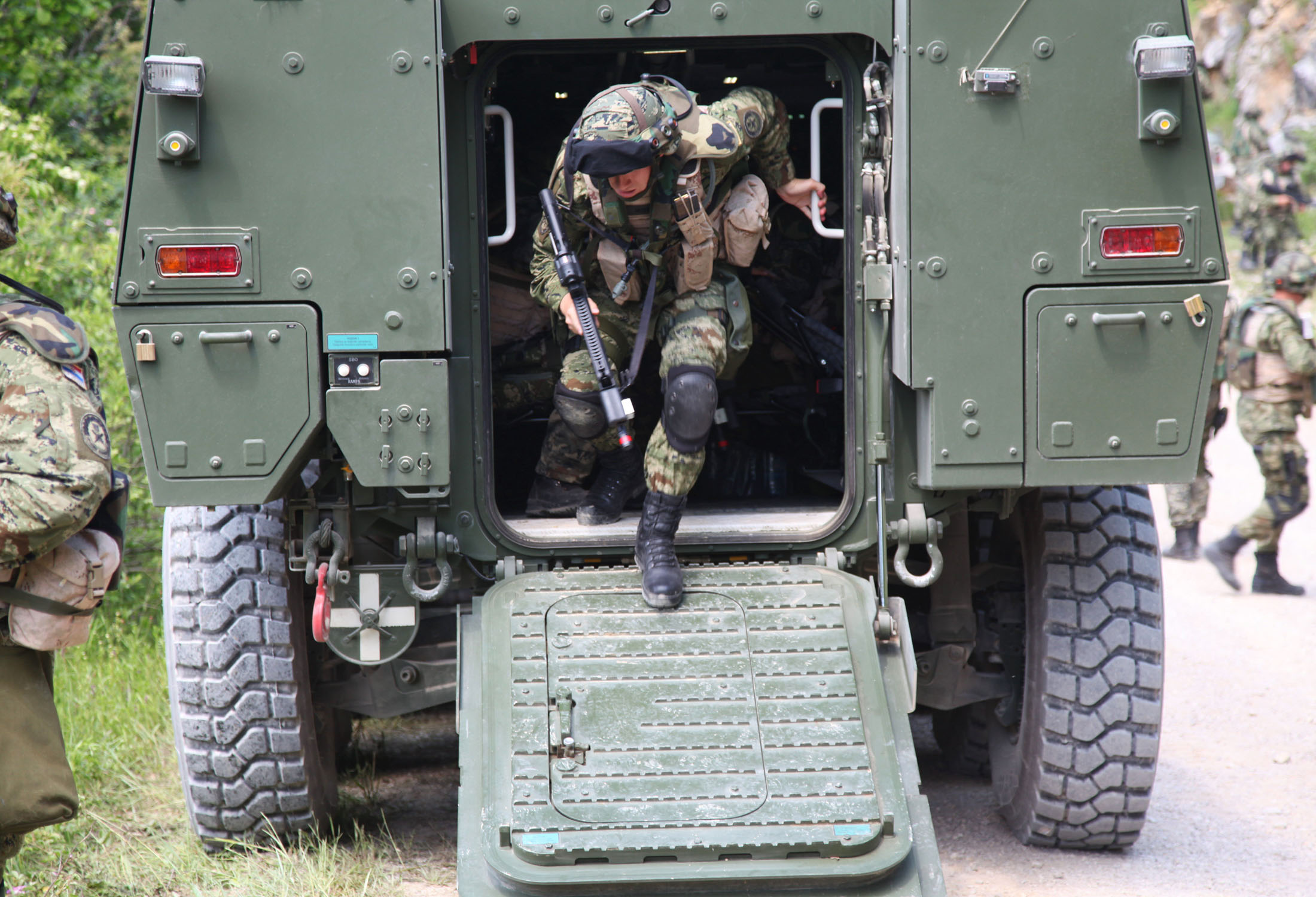
後部兵員昇降ドア

|          | 96式          | M1126       | CM-32       | ZBL-08      | ボクサー    | AMV          | ブーメランク   | エイタン     |
| -------- | ------------- | ----------- | ----------- | ----------- | ----------- | ------------ | -------------- | ------------ |
| 画像     |               |             |             |             |             |              |                |              |
| 全長     | 6.84 m        | 6.95 m      | 7.0 m       | 8.0 m       | 7.88 m      | 7.70 m       | 8.0 m          | 不明         |
| 全幅     | 2.48 m        | 2.72 m      | 2.70 m      | 2.1 m       | 2.99 m      | 2.80 m       | 3.30 m         | 2.80 - 3.0 m |
| 全高     | 1.85 m        | 2.64 m      | 2.30 m      | 3.00 m      | 2.37 m      | 2.30 m       | 3.00 m         | 2.5 - 3.00 m |
| 重量     | 約 14.5 t     | 約 16.47 t  | 約 22.0 t   | 約 21.0 t   | 25.2 - 33 t | 16 - 26 t    | 約 25 t        | 30 - 35 t    |
| 最大出力 | 360 hp        | 350 hp      | 450 hp      | 440 hp      | 805 hp      | 480 - 600 hp | 750 hp         | 750 hp       |
| 最高速度 | 100 km/h      | 100 km/h    | 105 km/h    | 105 km/h    | 103 km/h    | 100 km/h     | 100 km/h       | 90 km/h      |
| 乗員数   | 2名+戦闘員8名 | 2名+兵員9名 | 3名+兵員7名 | 3名+兵員7名 | 3名+兵員8名 | 3名+兵員12名 | 3名+兵員7～9名 | 3名+兵員9名  |

### POL

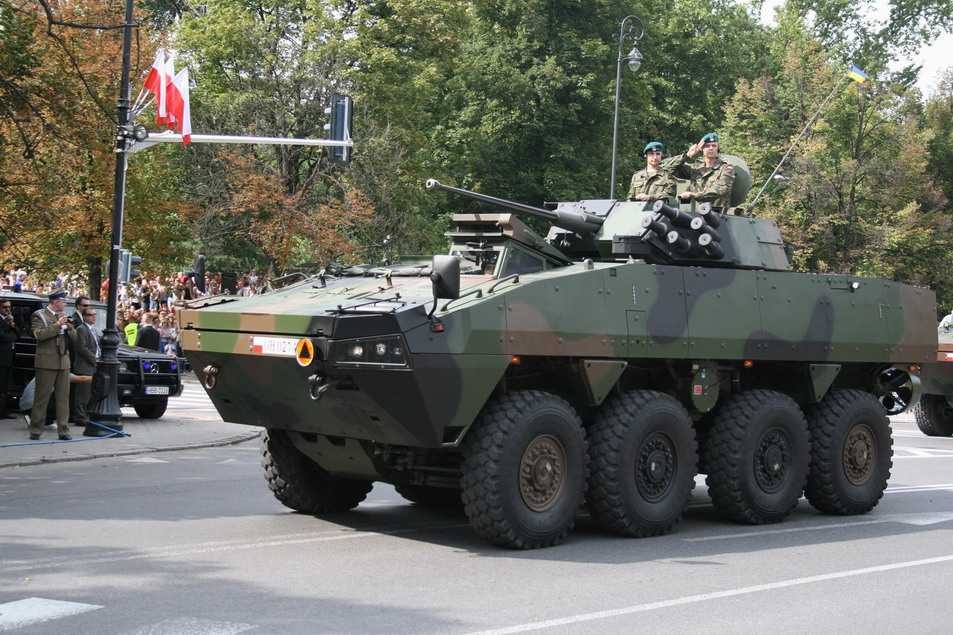
KTO ロソマク歩兵戦闘車

## 派生型
AMV
基本型。装甲兵員輸送車、歩兵戦闘車、指揮通信車、装甲救急車、偵察車、迫撃砲運搬車、戦車駆逐車、機動砲車両などに使用される。
AMV SP（System Platform）
基本型よりも車体後部の兵員区画の天井を高くして車内容積を増やしたタイプ。上級部隊用の指揮通信統制車両や大型の装甲救急車、工作車両などに使用される。
AMV MC（Module Carrier）
モジュラー構造のタイプ。車体からエンジンや操縦士区画、後部兵員区画を分離するとともに、各種のモジュラーや兵装、そのほかの補給物資などを運搬する。
AMVXP
2013年に発表された改良型。
AMV35
CV9035の砲塔を搭載した歩兵戦闘車型。オーストラリア陸軍にBAEシステムズが提案した。
AMOS
AMOSは120mm重迫撃砲の連装砲塔で、フィンランド軍はAMVに搭載した自走迫撃砲型18両を配備。単装砲とした軽量版のNEMOも輸出に売込中。

### ポーランド
KTO ロソマク
オート・メラーラ製ヒットフィスト-30P砲塔を搭載した、歩兵戦闘車仕様の基本型。砲塔には赤外線暗視装置を組み合わせた先進的な射撃管制装置のほか、Obra レーザー警報装置に連動した発煙弾発射機を搭載している。兵装はMk 44 ブッシュマスター II30mmチェーンガンとUKM-2000C同軸機関銃である。
KTO ロソマク-M1
ロソマクをアフガニスタンでの作戦行動に最適化するように改造した型。防御力強化のために追加装甲を装着しているが、その代償に水上浮航能力が失われている。
操縦席前や砲塔にワイヤーカッターを追加したほかに通信装置を改良し、後方・側面監視用のCCD カメラを追加し、兵員区画内に2基のLCD スクリーンを搭載している。この他にも射撃を受けた方角を割り出すPilar システムが搭載されている。
KTO ロソマク-M3
装甲兵員輸送車仕様。増加装甲などはロソマク-M1と同様の改良が施されているが、兵装はOSS-D オープンターレットにMk19 グレネードマシンガンかブローニングM2重機関銃を搭載する。
KTO ロソマク-WEM（Wóz Ewakuacji Medycznej）
装甲救急車。乗員3名のほかに、担架に乗せた3名と座席に乗せた4名の合計7名の負傷兵を乗せることができる。
KTO ロソマク-S
スパイク-LR対戦車ミサイルを運用する2個対戦車班が搭乗する、装甲兵員輸送車仕様。
KTO ロソマク-WD（Wóz Dowodzenia）
大隊長を搭乗させる指揮通信車仕様。
KTO ロソマク-Łowcza
Łowcza防空システムを搭載した、防空指揮車仕様。
M120 ラク
Rakはポーランドが独自開発した120mm重迫撃砲砲塔で、AMV他の各種車両に搭載可能。

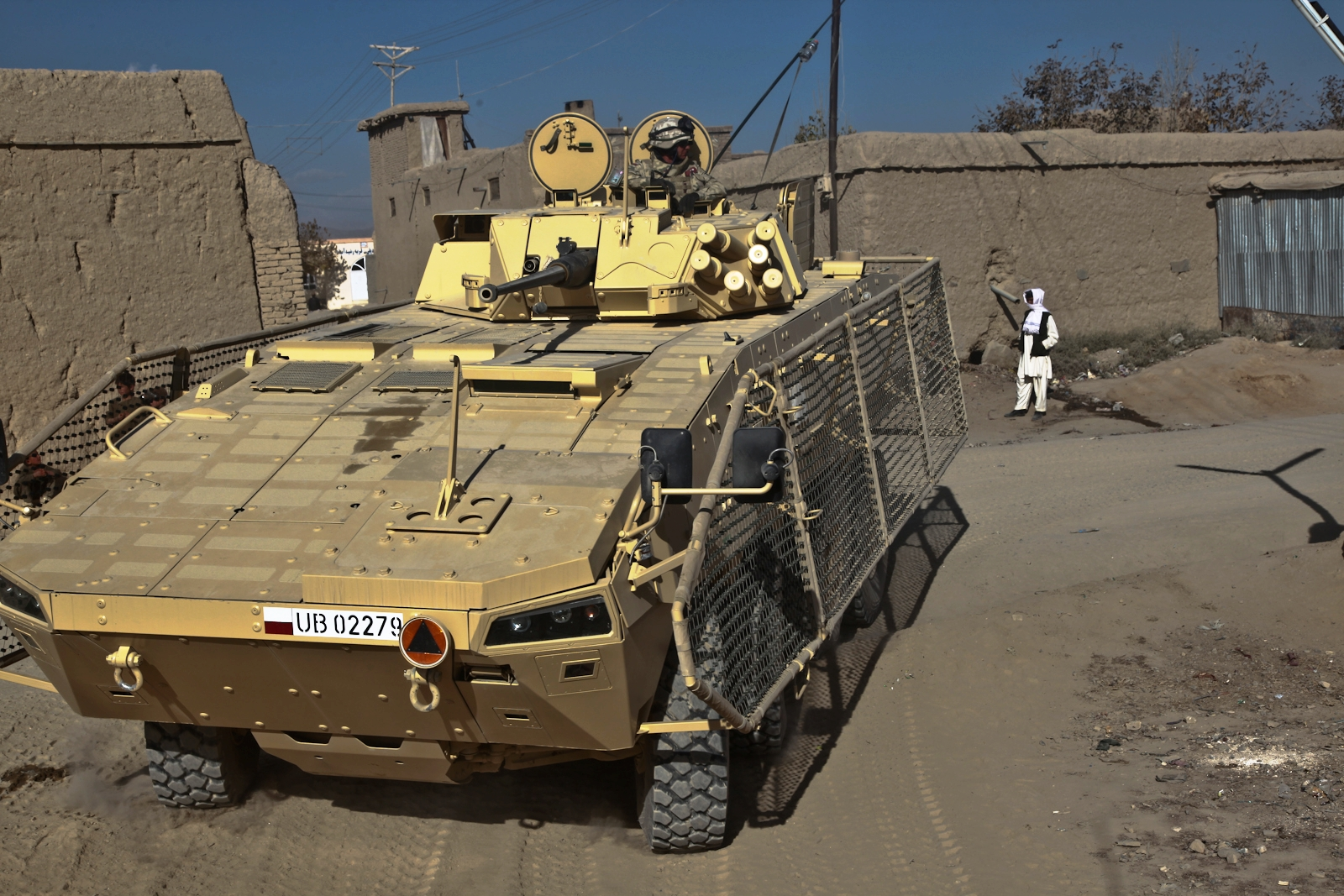
アフガニスタンでの作戦行動に最適化された、ロソマク-M1M歩兵戦闘車
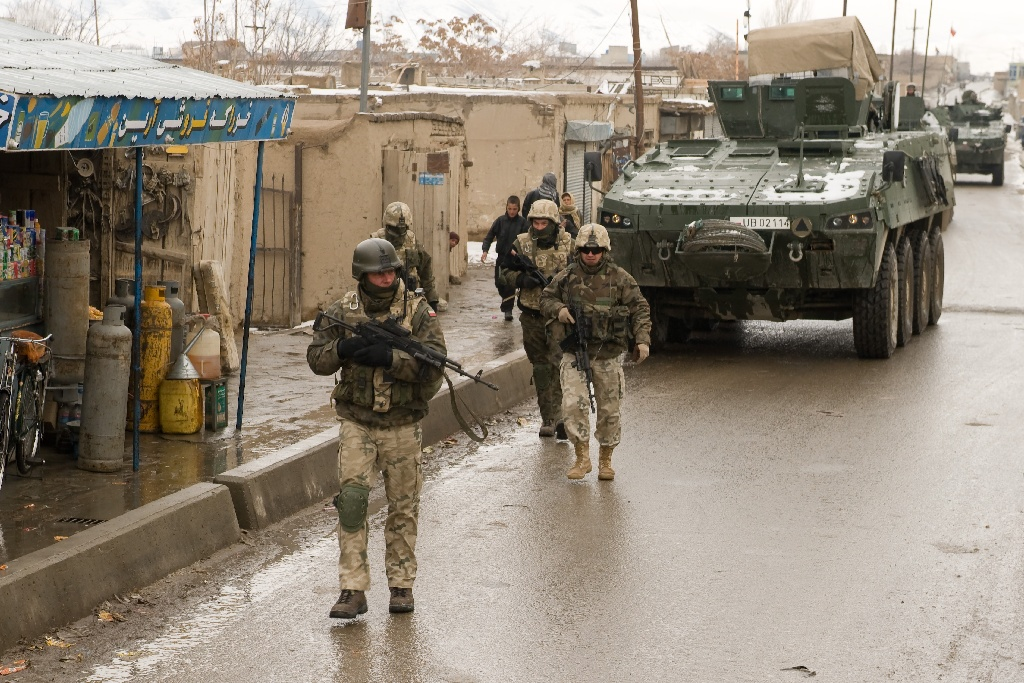
パトロール中のポーランド軍とロソマク-M3装甲兵員輸送車
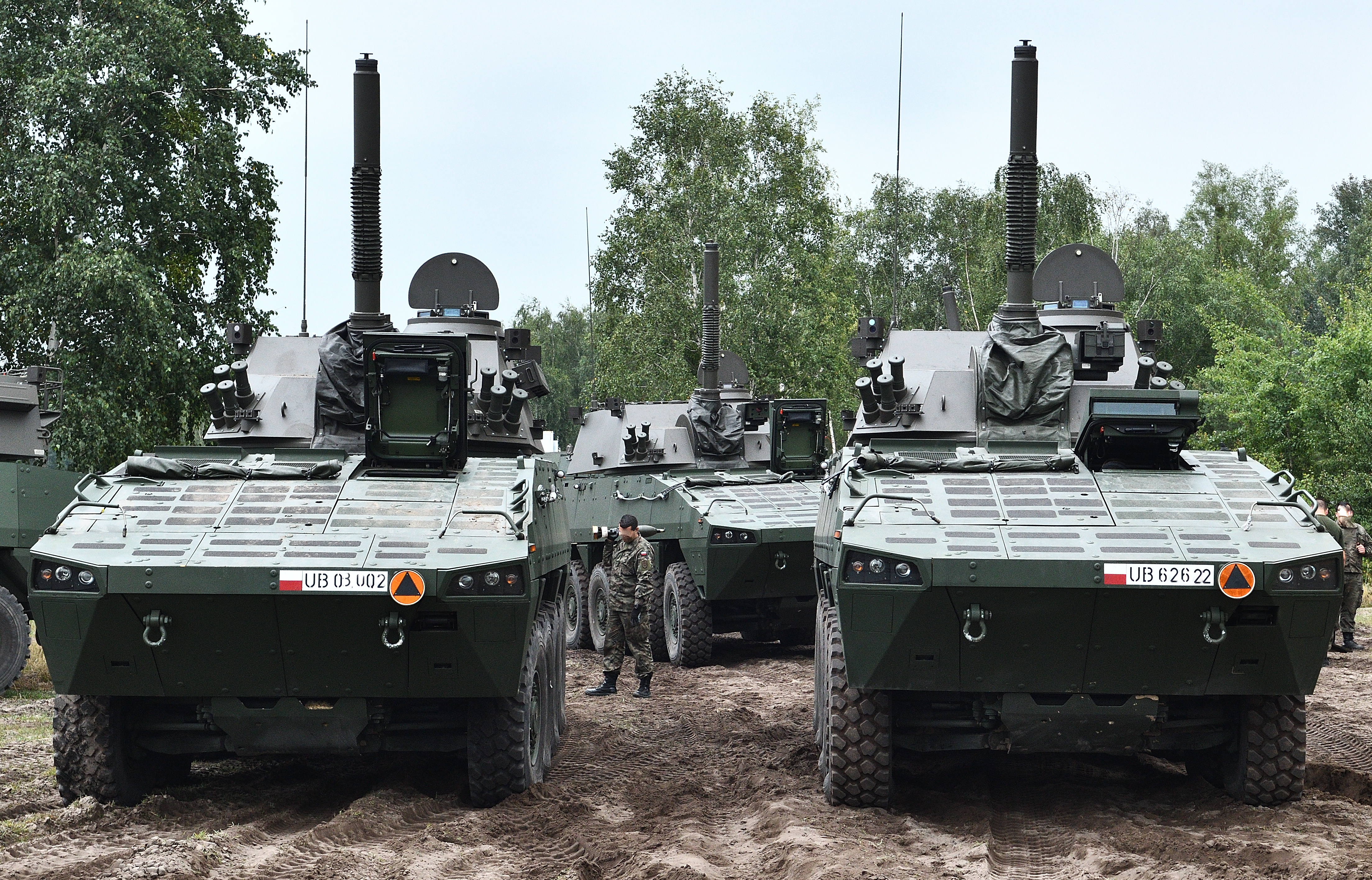
Rak 120mm自走迫撃砲
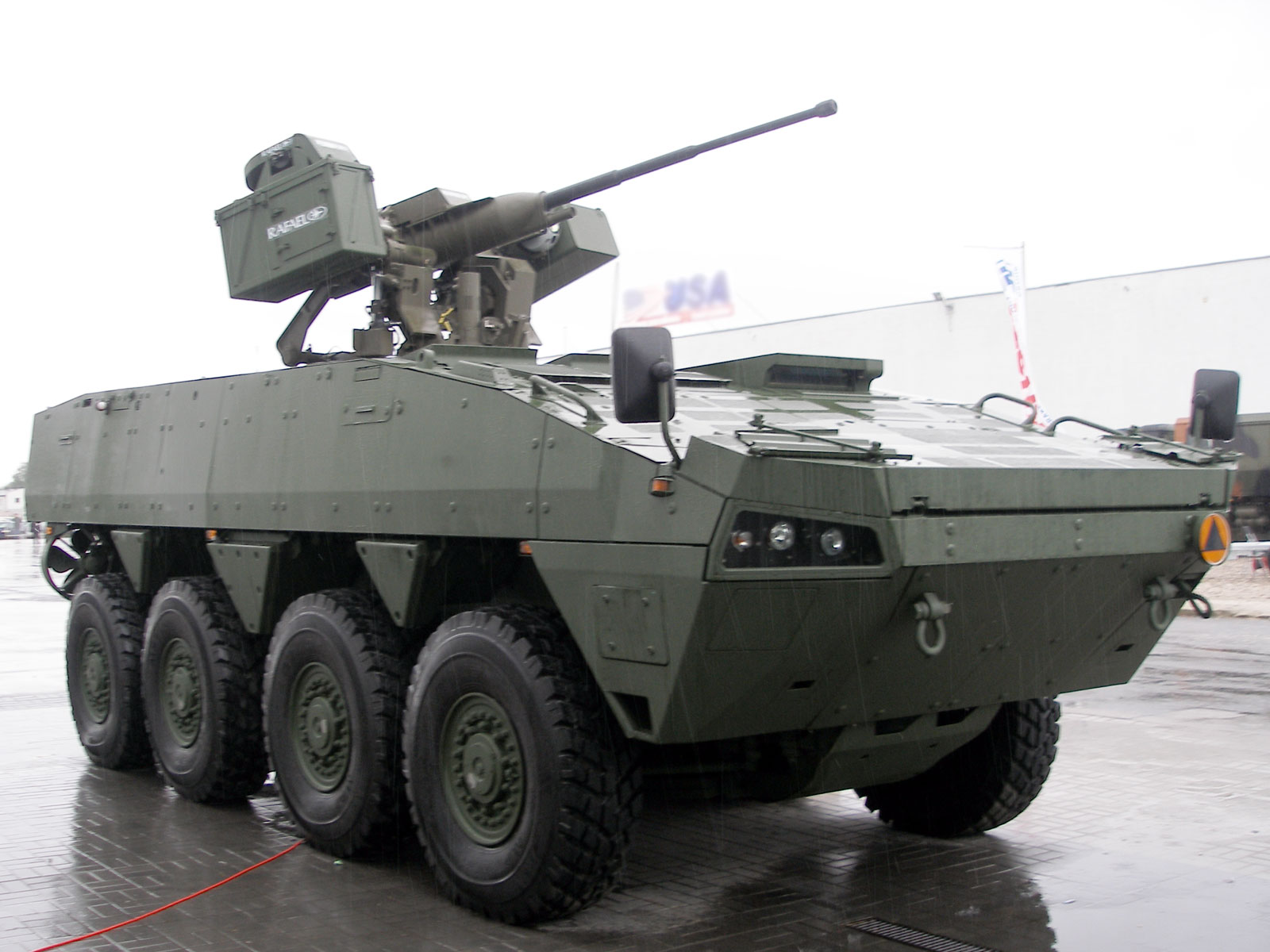
ロソマク-M3にイスラエル・ラファエル製のRCWS-30を搭載した試作車。量産されず

## 採用国

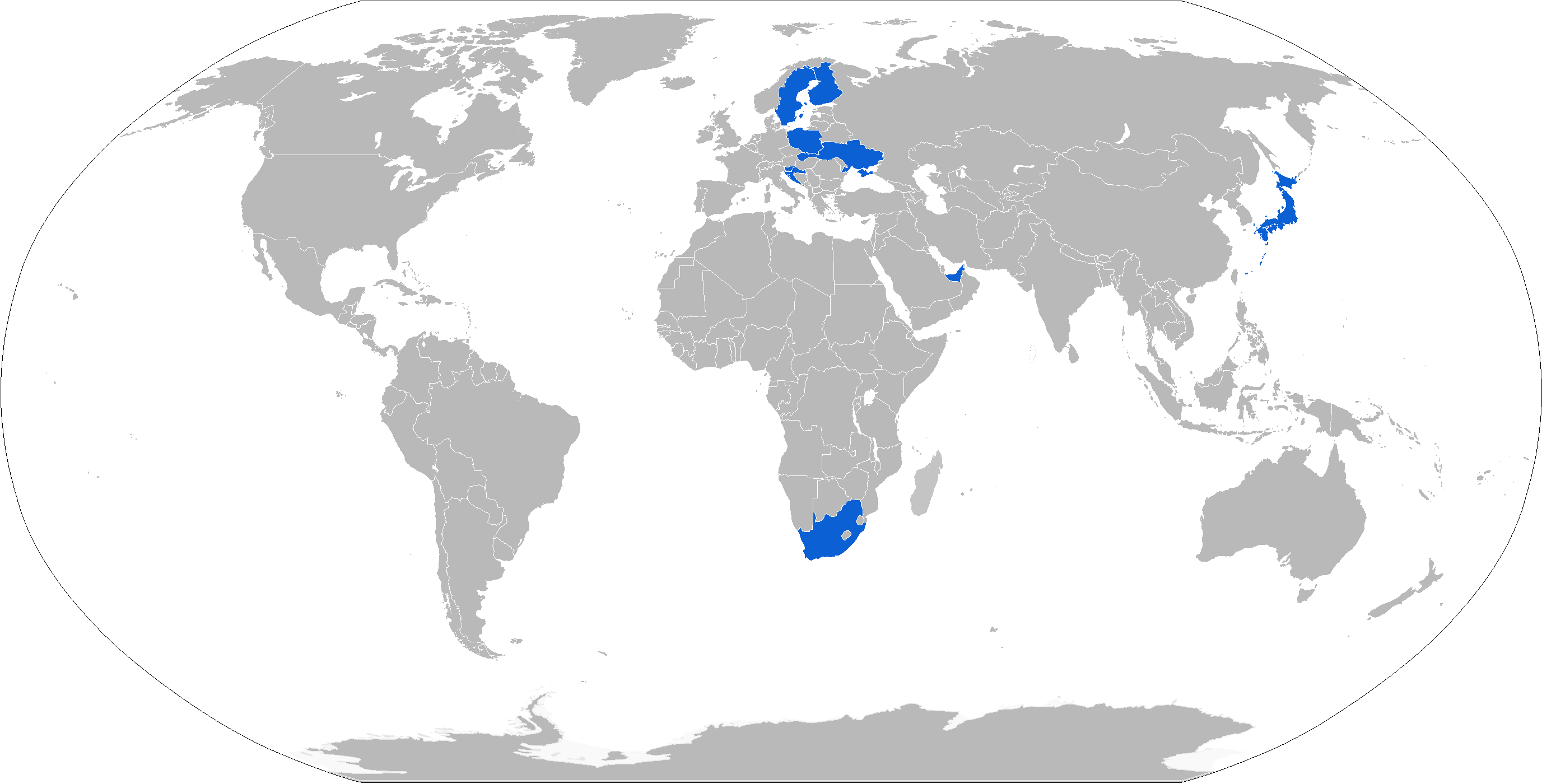
AMVの採用国

フィンランド
XA-180 シリーズの後継として86輌を導入。そのうちの62輌はXA-360装甲兵員輸送車であり、プロテクターM151RWSを介してブローニングM2重機関銃かH&K GMWを装備する。残りの24輌はAMOS連装後装式自動迫撃砲システムを搭載したXA-361自走迫撃砲である。
 北マケドニア
2006年にクロアチアでのトライアルの結果から採用を決定（国内ではトライアルができなかった）。発注予定数は不明であるが、あまり多くはない模様。
 クロアチア
2007年に84両、2008年12月に42両を追加発注。2024年時点で、クロアチア陸軍が派生型を含めて126両のAMVを保有。

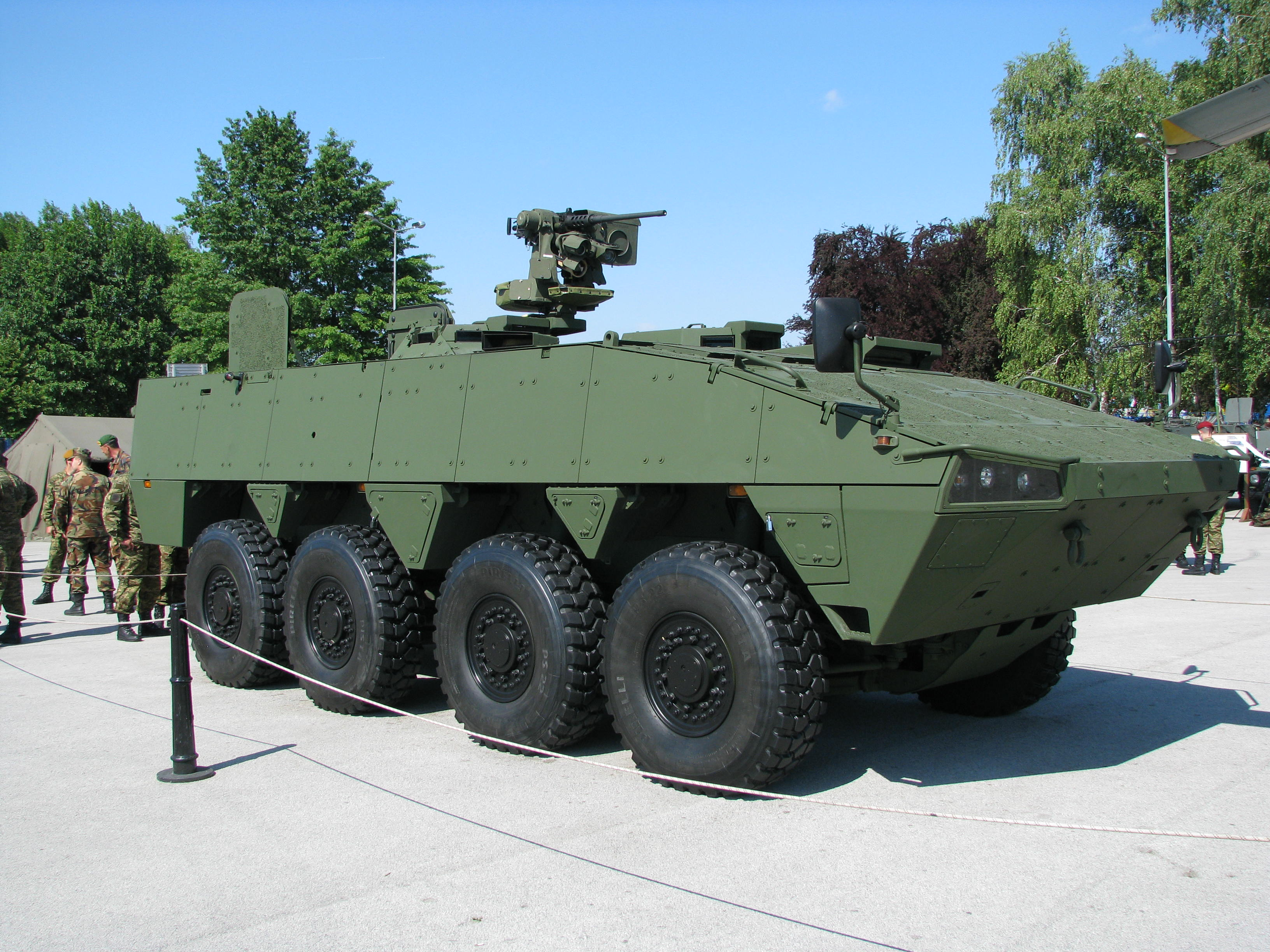
クロアチア軍のAMV 車体上のプロテクターRWSにM2重機関銃を搭載

 アラブ首長国連邦
2008年1月に導入を発表し、初期評価用に15輌を導入。一部はNEMO自走迫撃砲システムを搭載し、その他の車両はBMP-3の砲塔を搭載している。
 スロバキア
2017年に81輌のAMVXPの導入を発表した。BMP-1とBMP-2を代替する予定。
 スロベニア
当初は135輌を発注し、その中の一部はNEMO自動迫撃砲システムを搭載した自走迫撃砲である。後にパトリア社のスロベニア軍将校に対する贈賄疑惑（パトリア事件）が持ち上がったほか、経済危機により発注を80輌に縮小した。

### ライセンス生産国

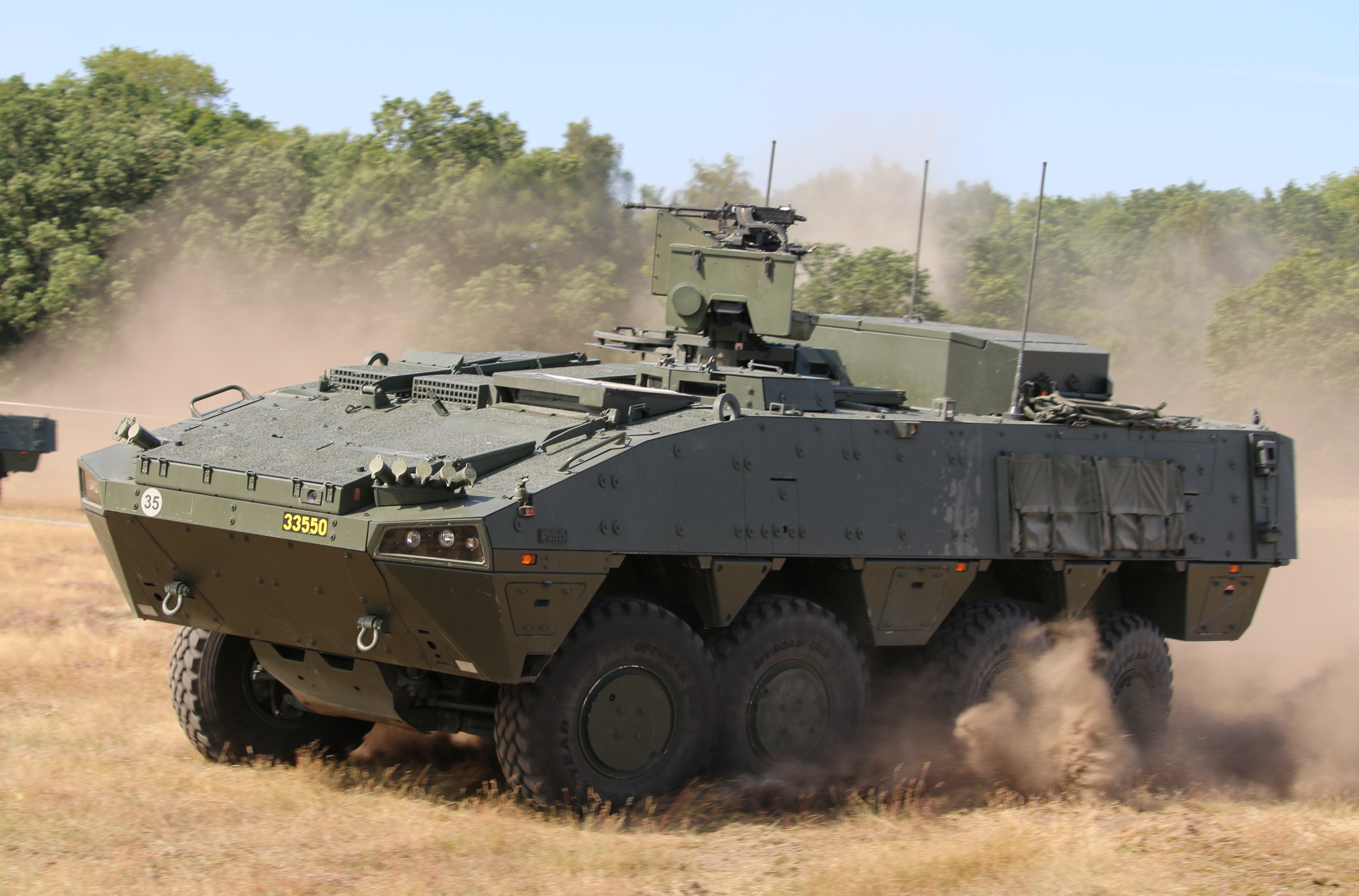
Pansarterrängbil 360

スウェーデン
2009年に113輌を発注するが、同国の裁判所が制式採用トライアルのやり直しを命じた。2010年8月13日に国内でのライセンス生産をするという条件で、同国の防衛資材管理が新たな契約を獲得した。製造を担当したのはスカニア・SAAB・Åkers Krutbruk Protection ABである。
2014年からスウェーデン陸軍でPansarterrängbil 360として運用している。

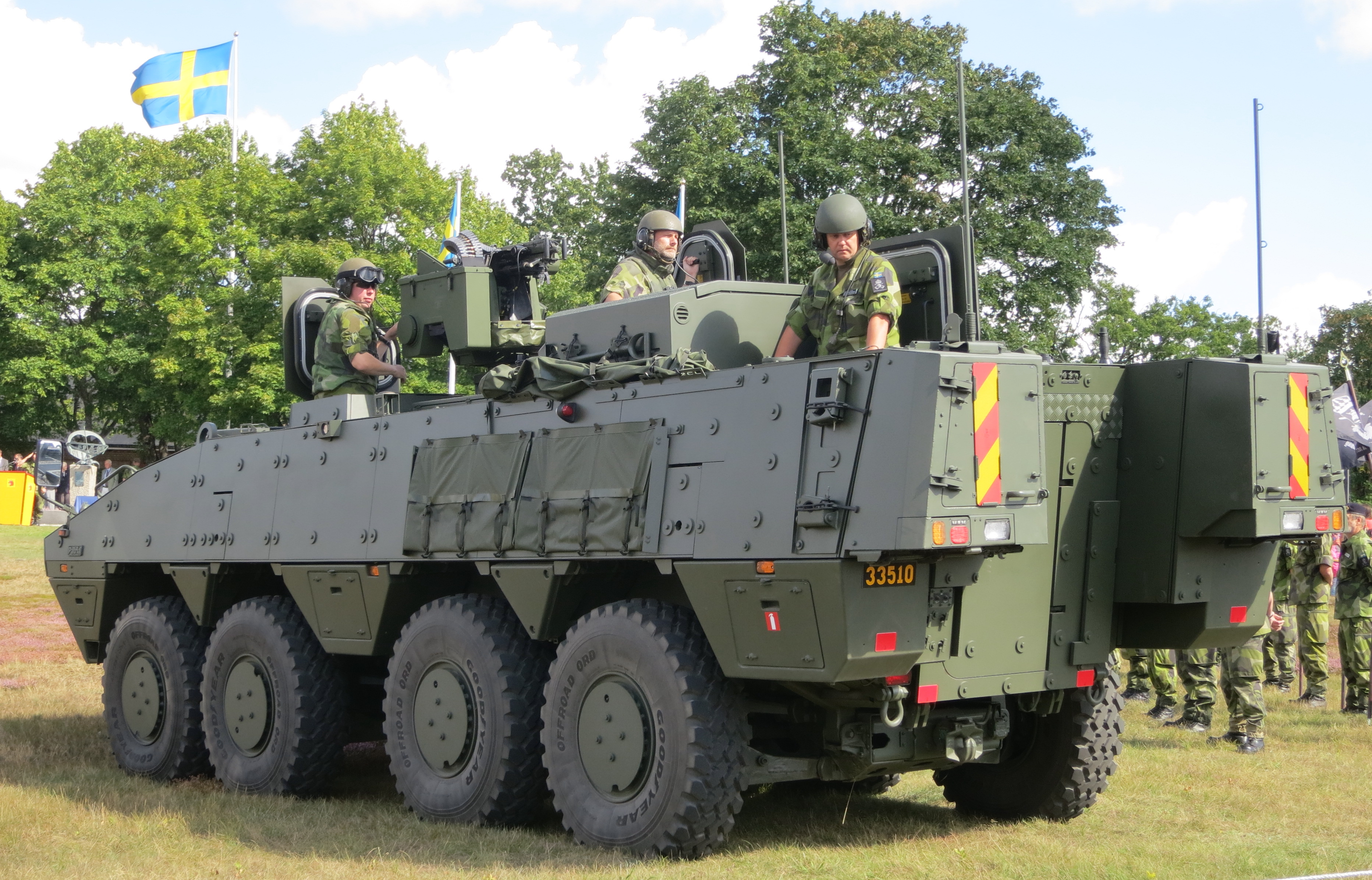
車体上部のハッチから載り出す兵士。
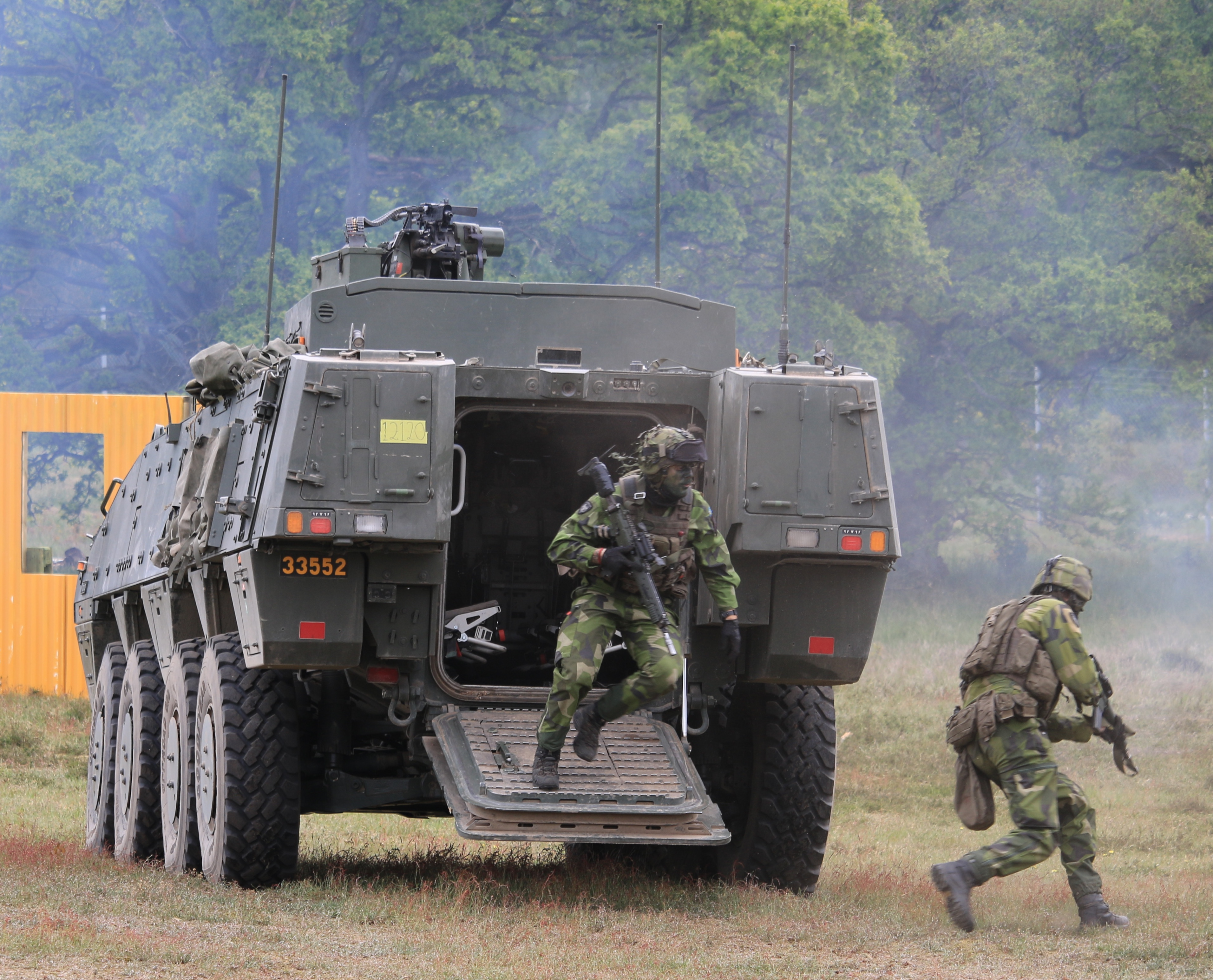
降車する兵士。

 ポーランド
OT-64 SKOTの後継として採用し、KTO ロソマク（ポーランド語: kołowy transporter opancerzony Rosomak）として833輌をライセンス生産した。アフガニスタンに派遣されている国際治安支援部隊にも配備されている。

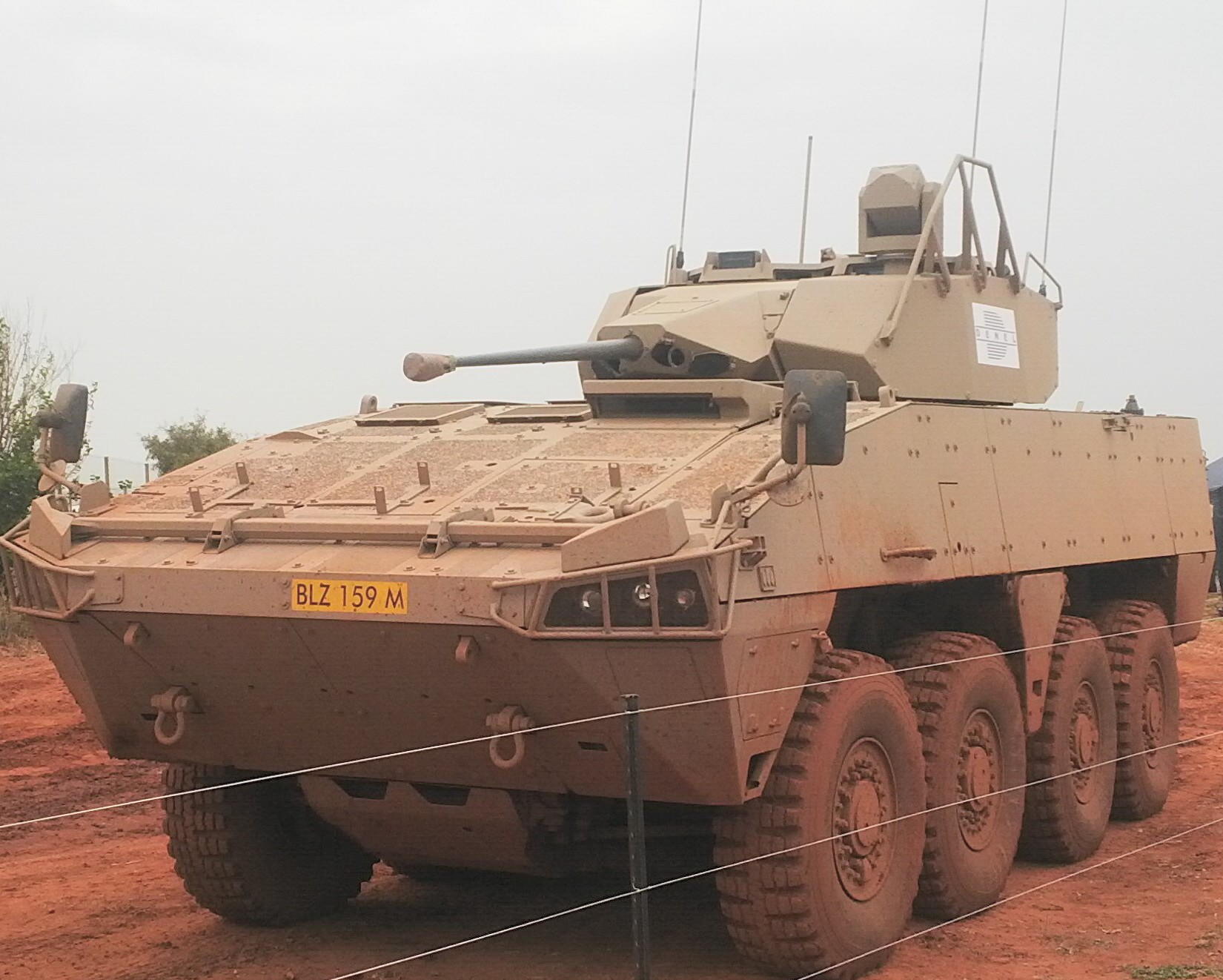
バジャー

 南アフリカ共和国
ラーテル歩兵戦闘車の後継として採用、デネル・ランド・システムズがライセンス生産し、バジャー（Badger）として264輌を発注。対弾丸・対地雷防御力を向上させる改良を施しており、歩兵戦闘車、指揮通信車、戦車駆逐車、自走迫撃砲、機動砲車両などの派生型が開発されている。

 日本
2022年（令和4年）12月9日に、96式装輪装甲車の後継車両として防衛省はパトリアAMVを採用すると発表した。
詳細は「#日本での運用」を参照。

### 不採用
オーストラリア
Land 400 Phase 2にてBAEシステムズがAMV35を提案した。オーストラリアに試験車両2両を持ち込んでボクサー装輪装甲車と共にテストされたが、ボクサーが選定され敗退した。
 チェコ
売り込みも行われたが、チェコ陸軍はオーストリア製のパンデュールIIを制式採用した。
 リトアニア
リトアニア陸軍の新型装甲兵員輸送車/歩兵戦闘車の採用候補の一つ（競合出品はピラーニャIIIとパンデュールII）としてトライアルが行われ、ボクサー装輪装甲車も途中から競合参加した。
最終的に、ボクサーが選定された。

## 日本での運用
2019年（令和元年）9月10日に、防衛装備庁が96式装輪装甲車の後継車両として開発されていた装輪装甲車 (改)の開発中止を受けて、後継となる次期装輪装甲車の試験用車種に機動装甲車（16式機動戦闘車ベース）、パトリアAMV、LAV6.0の3案で選定を行うと発表され、陸上自衛隊富士学校で運用試験を実施。三菱重工業が提案した機動装甲車との競作とされている。
2022年（令和4年）12月9日、次期装輪装甲車に三菱製と比べ基本性能や経費面で優れていることが挙げられていたパトリアAMVの採用を決定。2023年（令和5年）度に次期装甲車の取得費用として26両を136億円を計上しており、日本国内の企業によるライセンス生産の道筋も示しており、最終的に日本製鋼所がライセンス生産を行う。同社によると防衛省・自衛隊に最新の装甲車両を納入するため、日本製鋼所と強力なチームを結成するとしている。
取得数量を810両（派生型込み）、一両あたりの運用期間を20年と見込んでいる。
| 予算計上年度        | 調達数 | 予算額  |
| ------------------- | ------ | ------- |
| 令和5年度（2023年） | 26両   | 136億円 |
| 令和6年度（2024年） | 28両   | 200億円 |
| 令和7年度（2025年） | 28両   | 225億円 |
| 合計                | 82両   | 561億円 |

### 配備
- 教育訓練研究本部
  - 陸上自衛隊開発実験団
    - 装備実験隊「装実」（富士駐屯地）：25-5001、25-5002

## 登場作品

### アニメ・漫画
『ガールズ&パンツァー 最終章』
第3話に登場。前面にドーザーブレードを取り付けた車両が、県立大洗女子学園と継続高校の試合会場で除雪作業をしている。

### ゲーム
『War Thunder』
コッカリル 3105ライフル砲を搭載した車両が登場している。